# Bunuri mobile din domeniul numismatică clasate în patrimoniul cultural național al României aflate în județul Arad
Acestă listă conține bunurile mobile din domeniul numismatică clasate în Patrimoniul cultural național al României aflate la momentul clasării în județul Arad.

## Fond
| Foto | Informații generale                   | Detalii tehnice                                                      | Descriere | Deținător                   | Legături |
| ---- | ------------------------------------- | -------------------------------------------------------------------- | --- | --------------------------- | -------- |
|      | Tipar cu semnătura lui Kossuth Lajos  | Școală: Atelier maghiar Descoperit: jud. Arad Material: bronz; plumb | Descriere avers: Semnătura „Kossuth Lajos/ Pénzügy Minister”, în negativ cu litere excuse gravat în bronz, prins într-un suport de plumb.                                 | Complexul Muzeal Arad, Arad | Cimec    |
|      | 10 krajcoroh 31 martie 1849, Karlovac | Școală: Atelier croat Material: hârtie                               | Descriere avers: Text în croată. Jos două ștampile ale orașului Karlovac (una cu cerneală roșie și una dreptunghiulară cu cerneală albastră). Înseriat de mână.           | Complexul Muzeal Arad, Arad | Cimec    |
|      | Tipar cu semnătura lui Kossuth Lajos  | Școală: Atelier maghiar Descoperit: jud. Arad Material: bronz; plumb | Descriere avers: Semnătura „Kossuth Lajos/ Pénzügy Minister”, în negativ cu litere excuse gravat în bronz, prins într-un suport de plumb (un colț al acestuia este rupt). | Complexul Muzeal Arad, Arad | Cimec    |